# Добропілля (Богодухівський район)
Добропі́лля — село в Україні, у Валківській міській громаді Богодухівського району Харківської області. Населення становить 254 осіб. До 2020 орган місцевого самоврядування — Старомерчицька селищна рада.

## Географія
Село Добропілля знаходиться на лівому березі річки Мокрий Мерчик і витягнуте вздовж русла на 4 км. На річці велика загата (~ 80 га). Нижче за течією примикає село Новий Мерчик. Вище за течією — село Золочівське. На протилежному березі розташоване смт Старий Мерчик. Село перетинає балка Сліпчий Яр. За 5 км проходить залізниця, станція Огульці.

## Історія
За даними на 1864 рік у власницькому селі Валківського повіту мешкало 437 осіб (220 чоловічої статі та 217 — жіночої), налічувалось 67 дворових господарств.
Під час організованого радянською владою Голодомору 1932—1933 років померло щонайменше 4 жителі села.
12 червня 2020 року, розпорядженням Кабінету Міністрів України № 725-р «Про визначення адміністративних центрів та затвердження територій територіальних громад Харківської області», увійшло до складу Валківської міської громади.
19 липня 2020 року, в результаті адміністративно-територіальної реформи та ліквідації Валківського району, село увійшло до складу Богодухівського району.

## Галерея

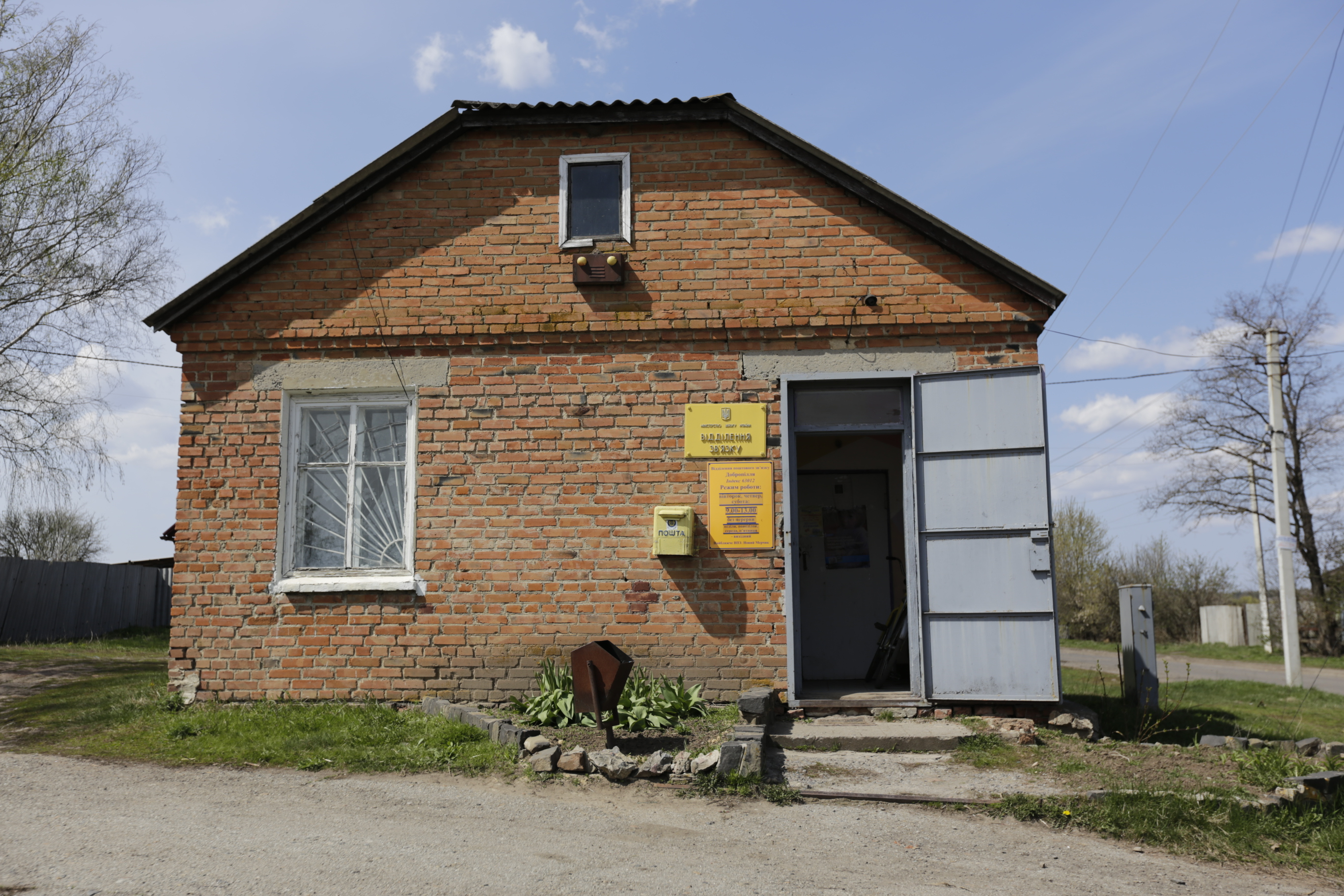
пошта